# 平山善吉
平山 善吉（ひらやま ぜんきち、1934年 - ）日本山岳会名誉会員。日本山岳会第21代会長。局地建築学者。建築工学者。日本大学名誉教授。工学博士。日本建築学会名誉会員。
国立極地研究所顧問、最高裁判所建築関係訴訟委員会委員、鑑定、調停、専門委員。日本極地研究振興会常務理事、日本文理大学客員教授などを歴任。
千葉県生まれ。1956年、日本大学旧工学部（現・日本大学理工学部）建築学科卒業後、同大学大学院旧工学研究科に進学、第1次南極観測隊（南極地域観測隊）に最年少隊員として参加。
大学院修士課程修了後の1960年第2、第3次南極観測隊（南極地域観測隊）にも加わる。文部省勤務。昭和基地の設計と建設で大きな役割を果たす。
1989年日本大学教授。2003年定年により退職。名誉教授。
1962年、内閣総理大臣より表彰状と木盃授与。1975年米国よりAntarctic Service Medal of USAを受章。
1995年、日大エベレスト登山隊総隊長を務め、未踏ルートからの登頂に挑戦し成功。
2002年、最高裁判所長官より表彰状と金杯を授与。2019年、カンボジア王国よりサハメトレイ勲章を授与
著書に、『アンコールの遺跡』（連合出版、2011年）『エベレスト遙かなり』『南極・昭和基地の建物 研究と設計』（丸善プラネット 丸善出版事業部、2004年）『南極・越冬記』『南極』（写真集、佐野雅史らと、2006年）『花の素顔』（技報堂出版、2008年）『我が山と南極の生涯』（2014年）など。